# Some Gave All
| Recensione | Giudizio |
| ---------- | -------- |
| AllMusic   |          |

Some Gave All è il primo album discografico in studio del musicista country statunitense Billy Ray Cyrus, pubblicato nel 1992.

## Il disco
L'album, pubblicato dalla Mercury Records, contiene quattro brani che sono entrati nella classifica Hot Country Songs: tra questi la hit Achy Breaky Heart, primo brano in assoluto dell'artista che ha raggiunto la posizione numero 4 della Billboard Hot 100.  Gli altri brani estratti come singoli sono stati Could've Been Me, Wher'm I Gonna Live? e She's Not Cryin' Anymore.
Il successo dell'album è stato strepitoso: il disco è stato certificato nove volte disco di platino negli Stati Uniti dalla RIAA ed è rimasto al primo posto della classifica Billboard 200 per 17 settimane consecutive. Si trova al 23º posto tra gli album più venduti negli Stati Uniti nella decade 1990-1999. Inoltre è stato certificato disco di diamante (oltre 1 milione di copie) in Canada e triplo disco di platino (oltre 200 000 copie vendute) in Australia.

## Tracce
1. Could've Been Me – 3:44 (Monty Powell, Reed Nielsen)
2. Achy Breaky Heart – 3:23 (Don von Tress)
3. She's Not Cryin' Anymore – 3:25 (Billy Ray Cyrus, Buddy Cannon, Terry Shelton)
4. Wher'm I Gonna Live? – 3:29 (B.R. Cyrus, Cindy Cyrus)
5. These Boots Are Made for Walkin' – 2:47 (Lee Hazlewood)
6. Someday, Somewhere, Somehow – 3:47 (B.R.Cyrus)
7. Never Thought I'd Fall in Love with You – 3:41 (Jim McKnight, Mike Murphy)
8. Ain't No Good Goodbye – 3:22 (Barton Stevens, B.R. Cyrus, Kevin White)
9. I'm So Miserable – 3:59 (B.R. Cyrus, Corky Holbrook)
10. Some Gave All – 4:05 (B.R. Cyrus, C. Cyrus)

## Classifiche
| Classifica (1992/1993) | Posizione raggiunta |
| ---------------------- | ------------------- |
| Australia              | 1                   |
| Canada                 | 1                   |
| Regno Unito            | 9                   |
| Stati Uniti            | 1                   |